# Інформаційно-аналітична служба
Інформаційно-аналітична служба (ІАС) – це спеціальний підрозділ підприємства, який діє на основі принципів і методів інформаційно-аналітичної діяльності.

## Передумови впровадження
Передумовою створення ІАС на підприємствах став інтенсивний розвиток інформаційних технологій (ІТ), усвідомлення керівництвом багатьох підприємств важливості ролі таких служб та широке застосування цифрової техніки в пристроях засобів телекомунікації та зв’язку. Таке об'єднання в рамках однієї служби надає значну перевагу в плануванні перспективного розвитку та застосуванні передових світових технологій, відображає світові тенденції розвитку підприємництва та інформаційно-аналітичної діяльності.

## Результати діяльності ІАС
Інформаційно-аналітичні служби, за результатами переробки першоджерел, готують такі оглядово-аналітичні документи: 
- огляди;
- щорічні доповіді;
- аналітичні довідки;
- прогнози;
- інформаційні повідомлення тощо.

## Функціональне призначення
Застосовуючи інтелектуальні інструменти, співробітники інформаційно-аналітичної служби забезпечують і визначають можливості виконання стандартних процедур опрацювання інформації:
- у прогнозуванні та плануванні – багатоваріантних розрахунків під час розробки прогнозів, перспективних і поточних економічних та соціальних планів розвитку підприємства, а також оперативно-виробничих планів і планів з технічної підготовки виробництва з метою подальшого визначення оптимальних взаємозв’язаних наборів показників планування в погодинному (година, зміна, тиждень тощо) і в пооб’єктному (робоче місце, ділянка тощо) аспектах;
- в організації – моделювання організаційних структур управління та імітація процесів виробництва при різних критеріях і параметрах з метою вибору оптимальних;
- у контролі – спостереження за станом керованого об’єкта за всіма параметрами, а також за своєчасним і повним виконанням керівних команд;
- в обліку – одноразове збирання (в ритмі виробництва) й системна обробка всієї фактичної (разом з довідковою, плановою, нормативною та іншою) вірогідної інформації про наявність та рух ресурсів, а також про стан, процеси та явища, що мають місце у виробничо-господарській та іншій діяльності підприємства;
- в аналізі – зіставлення нормативних, планових і фактичних показників, що характеризують ті чи ті операції або процеси виробничо-господарської та іншої діяльності, виявлення відхилень (у кількісних, вартісних, відносних та інших величинах) від заданих параметрів із зазначенням причин і винуватців цих відхилень, оцінка виконання плану в різних аспектах та виявлення факторів, що впливають на ці відхилення;
- у звітності – автоматичне формування (на основі первинних даних) зведених показників для типових форм установленої бухгалтерської, статистичної та іншої звітностей за допомогою спеціальних перевідних масивів – довідників, – а також одночасне створення машинних носіїв зі зведеними показниками звітності для передавання каналами зв’язку їх до зовнішніх установ (інституцій) вищого рівня.

Крім того, ІАС може виконувати значущу для підприємства роль інформаційного посередника. Тобто така служба може бути структурою, яка від імені іншої особи (чи цілого підприємства) відправляє, одержує або зберігає електронні документи, повідомлення або надає інші послуги із використанням інформаційно-телекомунікаційних технологій. До того ж, як безпосередній учасник соціальної комунікації, ІАС може в будь-який зручний для підприємства спосіб та в будь-якій формі розповсюджувати інформацію про особу чи товар, тобто поширювати рекламу про підприємство, таким чином формуючи або підтримуючи обізнаність споживачів реклами та їх інтерес щодо таких особи чи товару.

## Сучасні проблеми створення і функціонування ІАС
На жаль, сьогодні в світі, зокрема й в Україні, ще недооцінюється значення і роль аналітичних служб в управлінській діяльності, суспільних процесах.
До проблем, що проявляються в організаційній сфері ІАС на підприємстві, слід віднести:
- протиріччя між сучасною схемою оцінювання діяльності та зміненими суспільними пріоритетами, що приводить до втрати дієвості існуючих механізмів мотивації і стимулювання діяльності співробітників. Це викликано відсутністю об'єктивних критеріїв оцінювання і технологій обліку особистого вкладу в створення інформаційної продукції, ігнорується практика застосування системи рейтингів, що одночасно діяла б як в матеріальній, так і в моральній сфері;
- невідповідність сучасних схем організації інформаційного обміну збільшеним потребам в залученні додаткових джерел інформації і даних різної семантики для проведення аналізу ситуації, що загострилося в результаті скорочення числа доступних первинних джерел інформації;
- протиріччя між принципами організації довідково-інформаційного забезпечення (накопичення і розподілу даних) і потребою в отриманні оперативного доступу до первинних інформаційних матеріалів, що відносяться як до поточного моменту часу, так і до попереднього періоду;
- домінування жорсткої схеми поділу інформаційних контурів, що успадковане від інформаційних підрозділів закритого типу (наприклад, розвідки, контррозвідки та інших), колишні співробітники яких свого часу і формували ринок інформаційних послуг. Звідси виникає протиріччя між існуючою схемою взаємодії окремих суб'єктів ІАД та потребою в організації умов для циркуляції інформації;
- протиріччя між існуючою схемою генерації цілей ІАД та потребами переходу до режиму оперативної генерації приватних інформаційних завдань. За час виконання замовлення склад цілей дослідження не модифікується, відсутній зворотний зв'язок із замовником, рівень інтеграції зі споживачем незадовільний. В результаті – отримана інформаційна продукція виявляється невідповідною зміненим потребам замовника;
- незадовільна система підготовки фахівців в області ІАД. Незважаючи на збільшений попит органів управління найрізноманітніших рангів на кваліфікованих аналітиків, система їх підготовки в загальнодержавному масштабі вкрай слабо розвинена. Здебільшого програми навчання або застаріли і не відповідають сучасним вимогам, або відірвані від реалій ведення ІАД;
- більшість служб, які здійснюють ІАД в інтересах держави і здатні організувати інформаційне забезпечення вітчизняного бізнесу (наприклад, у зовнішньоекономічній сфері), на жаль, знаходяться поза ринком інформаційних послуг (наприклад, в США такі відносини законодавчо закріплені і врегульовані). У нас же відносини такого типу мають доволі сумнівний юридичний статус, проте потенціал такої співпраці дуже високий.

Оцінюючи становище, що склалося в галузі інформаційно-аналітичної діяьності, можна стверджувати, що інформаційно-аналітичні служби ні за формою, ні за змістом, ні за рівнем технологічної та методологічної оснащеності вже не відповідають рівню сучасних вимог і змінам державних пріоритетів. Причинами виникнення такої ситуації є:
- відсутність розвиненої методологічної бази ІАД в умовах децентралізованого управління;
- невідповідність темпів аналітичної обробки даних темпам їх надходження;
- концептуальна, методологічна, технологічна несумісність процедур інформаційно-аналітичної обробки даних і розрзненість інформаційних ресурсів;
- низька якість телекомунікаційного забезпечення ІАД;
- втрата технологічної ініціативи в області розробки і виробництва засобів спеціальної обчислювальної техніки й інформаційних технологій (ІТ);
- невідповідність рівня розвитку засобів автоматизації процесів аналізу ситуацій і прийняття управлінських рішень зростанню рівня складності і масштабам вирішуваних завдань;
- низька наглядність представлення аналітичних матеріалів;
- низькі ергономічні показники сучасного інформаційно-аналітичного інструментарію;
- неефективна організаційна система інформаційно-аналітичних підрозділів;
- нестача підготовлених кадрів і інші, менш значущі, причини.

## Оптимізація діяльності ІАС
Для більш оперативного функціонування ІАС варто:
- впровадити сучасні комп'ютерні та інформаційні технології роботи з інформацією та надати загальнокорпоративні функціональні сервіси, що автоматизували б рутинні операції;
- впровадити в практику ІАД використання технологій моніторингу інтернет-інформації соціальних мереж;
- розмежувати обов'язки між працівниками відділів, а також всередині самої інформаційно-аналітичної служби;
- забезпечити інтенсифікацію внутрішнього корпоративного інформаційного обміну;
- забезпечити належний захист інформаційних потоків підприємства;
- підвищити рівень професійної підготовки кожного співробітника.

## Літуратура
1. Варенко В. М. Інформаційно-аналітична діяльність: навч. пос. / В. М. Варенко. – К.: Університет "Україна", 2014. – 417 с.
2. Захарова І. В., Філіпова Л. Я. Основи інформаційно-аналітичної діяльності: навч. посіб. для студ. вищ. навч. закл. / І. В. Захарова, Л. Я. Філіпова. - К.: Центр учбової літератури, 2013. – 335 с.
3. Курносов Ю.В., Конотопов П.Ю. Аналітика: методологія, технологія і організація інформаційно-аналітичної роботи / Ю. В. Курносов, П. Ю. Конотопов. – М.: Русаки, 2004. – 550 с.